# Álvaro Rodríguez
Álvaro Daniel Rodríguez Muñoz (ur. 14 lipca 2004 w Palamós) – urugwajski piłkarz z obywatelstwem hiszpańskim występujący na pozycji napastnika, od 2024 roku zawodnik hiszpańskiego Getafe.
Jego ojciec, Urugwajczyk Coquito Rodríguez, również był piłkarzem.